# عبدالله بن مطیع
عبدالله بن مطیع بن اسود بن کعب قرشی عدوی (۵ هجری – ۷۳ هجری)، از آوریل ۶۸۵ تا برکناری وی توسط مختار، به مدت حدوداً ۱۸ ماه فرماندار کوفه و منصوب خلیفه عبدالله بن زبیر بود. وی یکی از قریشی‌های برجسته مدینه به شمار می رفت. در اوت ۶۸۵ او در واقعه حره و محاصره مکه در سال ۶۸۳ فرمانده نظامی علیه امویان بود. او در محاصره دوم مکه در سال ۶۹۲ در کنار ابن زبیر جنگید و در آنجا به دست امویان کشته شد.

## ریشه و خانواده
عبدالله بن مطیع در زمان حیات پیامبر اسلام حضرت محمد (م ۶۳۲) به دنیا آمد.  او فرزند مطیع بن الاسود بود؛ آنها از قبیله بنی عدی از قبیله قریش مکه بودند.   مادرش ام هشام بنت ابی‌الخیار عبدیل بن عبدالمناف بود.
بن مطیع در مدینه، مرکز سیاسی خلافت، اقامت داشت.   او با یکی از اصحاب محمد و شاعر زید بن ثابت در شهر دارای ملک مسکونی مشترک بود. آن دو بر سر این ملک با هم اختلاف حقوقی داشتند که توسط مروان بن الحکم، فرماندار شهر در سالهای ۶۶۱–۶۶۸ داوری شد.  ابن مطیع همچنین دارای اموال و چاهی (به نام چاه ابن موطیع) بود که بین ابواء و سقیه قرار داشت. 
ابن مطیع هفت پسر و چهار دختر از همسران و کنیزان مختلف داشت: از همسرش ریتة بنت عبدالله پسرانش اسحاق و یعقوب بود. او با همسرش ام عبدالملک بنت عبدالله بن خالد صاحب پسرانش محمد و عمران شد. از همسرش ام حکیم بنت عبدالله یک دختر به نام فاطمه و از همسر چهارمش بنت خراش بن امیه صاحب دو دختر به نام‌های ام سلمه و ام هشام شد. او با دو کنیز خود صاحب پسران ابراهیم، اسماعیل و زکریا و یک دختر به نام بریحه شد.  نوه او عبدالعزیز بن ابراهیم در قیام محمد النفس زکیه در سال ۷۶۲/۷۶۳ شرکت کرد و توسط خلیفه عباسی المنصور دستگیر و شلاق خورد و آزاد شد. 

## خدمات نظامی
در سال ۶۶۴ یا ۶۶۵، خلیفه معاویه اول در رأس ۴۰۰۰ سرباز از مدینه برای تقویت پادگان عرب در اسکندریه اعزام شد، زیرا فرمانده پادگان شهر شکایت کرد که نیروهایش از نظر عددی برای کنترل مسیحیان یونانی اغلب شورشی آن، ناکافی هستند.  او در سال ۶۸۰ به حسین بن علی، نوه بازمانده پیامبر اسلام محمد و پسر خلیفه علی (۶۶۱–۶۵۶) خواست مکه را به مقصد کوفه ترک نکند، جایی که هواداران پدرش از او خواستند تا از سلسله اموی خلافت را پس بگیرد. او به او توصیه کرد که پناهگاهی امن در کعبه مکه بگیرد تا بتواند طرفداران قریش را علیه خلیفه یزید جمع کند(حک. ۶۸۰–۶۸۳).  حسین پس از اقامت کوتاهی در مکه، سرانجام به سوی کوفه حرکت کرد و بار دیگر در آبراهه‌ای در مسیر بیابان با ابن مطیع برخورد کرد و ابن مطیع از او خواست که با بنی‌امیه نبرد نکند.  حسین به توصیه او توجهی نکرد و در نبرد کربلا در حومه کوفه به دست نیروهای اموی کشته شد. ابن مطیع نیز قصد خروج از مدینه را داشت، اما از سوی بستگان دور خود ، عبدالله بن عمر، متقاعد شد که در شهر بماند و علیه خلیفه قیام نکند. 
هنگامی که یزید در سال ۶۸۲ فرستاده خود نعمان بن بشیر انصاری را فرستاد تا به ساکنان مدینه هشدار دهد که علیه حکومت خلیفه قیام نکنند، بن مطیع او را مورد تمسخر قرار داد.  مردم مدینه قیام کردند و یزید لشکریان خود را به رهبری مسلم بن عقبه برای تسخیر شهر فرستاد. مدینه ای‌ها در امتداد خطوط جناحی سازماندهی شده بودند و ابن مطیع فرمانده سپاه قریش شد.  پس از اینکه سوری‌ها بر مدینه ای‌ها چیره شدند، بن مطیع و بسیاری از مبارزان قریشی‌اش به مکه گریختند و در آنجا توسط رهبر قریشیان عبدالله بن زبیر پناهگاه امنی به آنها داده شد.  او بعدها در جریان محاصره مکه در سال ۶۸۳ به یکی از فرماندهان اصلی دفاع مکه تبدیل شد. 

## فرمانداری کوفه
پس از مرگ یزید، ابن زبیر در اکثر استان‌های خلافت به جز بخش‌هایی از سوریه به عنوان خلیفه شناخته شد. او در آوریل ۶۸۵ بن مطیع را به عنوان فرماندار کوفه و مناطق تابعه آن منصوب کرد و جای عبدالله بن یزید را گرفت.   عبدالملک، خلیفه اموی مقیم سوریه، پس از شنیدن خبر انتصاب ابن مطیع از مشاورانش، او را «مردی شجاع که بارها سقوط کرده، و دلاوری خواند که از فرار بیزار است» خواند.  ابن مطیع، ایاس بن مضارب را به عنوان فرمانده شرطه‌های کوفه منصوب کرد و دستور داد تا فعالیت‌های فتنه انگیز در شهر را به شدت مجازات کند.  پس از اینکه ایاز، ظن قیام را از جانب مختار ثقفی (که در کنار بن مطیع علیه بنی امیه در مکه جنگید ) مطرح کرد، بن مطیع تلاش کرد مختار را احضار کند. اما مختار حضور خود را در برابر فرماندار به تأخیر انداخت و به‌طور مخفیانه توسط نیروهای کوفی خود علیه او کودتا ترتیب داد. 
اشراف عرب کوفه عمدتاً از بن مطیع حمایت می‌کردند، اما نیروهای مختار با استخدام ابراهیم بن مالک اشتر، بزرگ کوفه، تقویت شدند. ابن شتر نقش مهمی در این جنگ داشت که در نهایت بن مطیع را مجبور به عقب‌نشینی از شهر کرد.  بیشتر درگیری‌ها در خیابان‌ها و کوچه‌های کوفه روی داد و مخالفان حامی علی ابن ابیطالب به رهبری صائب بن مالک اشعری و ابن اشتر در نهایت بر افراد بن مطیع غلبه کردند و او را شکست دادند و گروه کوچکی از حامیان برای سد کردن در کاخ مستحکم شهر فرستادند.  او توسط حامی اش، شبث بن ربعی تمیمی، متقاعد شد که مخفیانه از شهر فرار کند، پس از رد پیشنهاد قبلی برای تسلیم ظاهری، که او آن را خیانت به ابن زبیر می‌دانست.   بن مطیع از اشراف عرب در کنار خود تمجید کرد و حامیان مختار را پیش از تخلیه به عنوان مردانی خائن برکنار کرد.  سپس هواداران او در ازای بیعت با مختار، امان نامه داشتند.  در روایت دیگری از وقایع، بن مطیع پس از اعطای ۱۰۰٬۰۰۰ درهم نقره و رفتار ایمن از سوی مختار، کوفه را ترک می‌کند. 

## کشته‌شدن
پس از خروج از کوفه، بن مطیع در بصره مستقر شد و زبیریان، آنجا را تحت کنترل خود داشتند.  بن مطیع در سال ۶۸۹/۹۰ به همراه مصعب، والی بصره و برادر ابن زبیر به مکه بازگشت.  با وجود عفو عبدالملک،  بن مطیع در جریان محاصره مکه  به رهبری حجاج بن یوسف در اواخر سال ۶۹۲ ، در کنار ابن زبیر جنگید و کشته شد.